# Wallenried

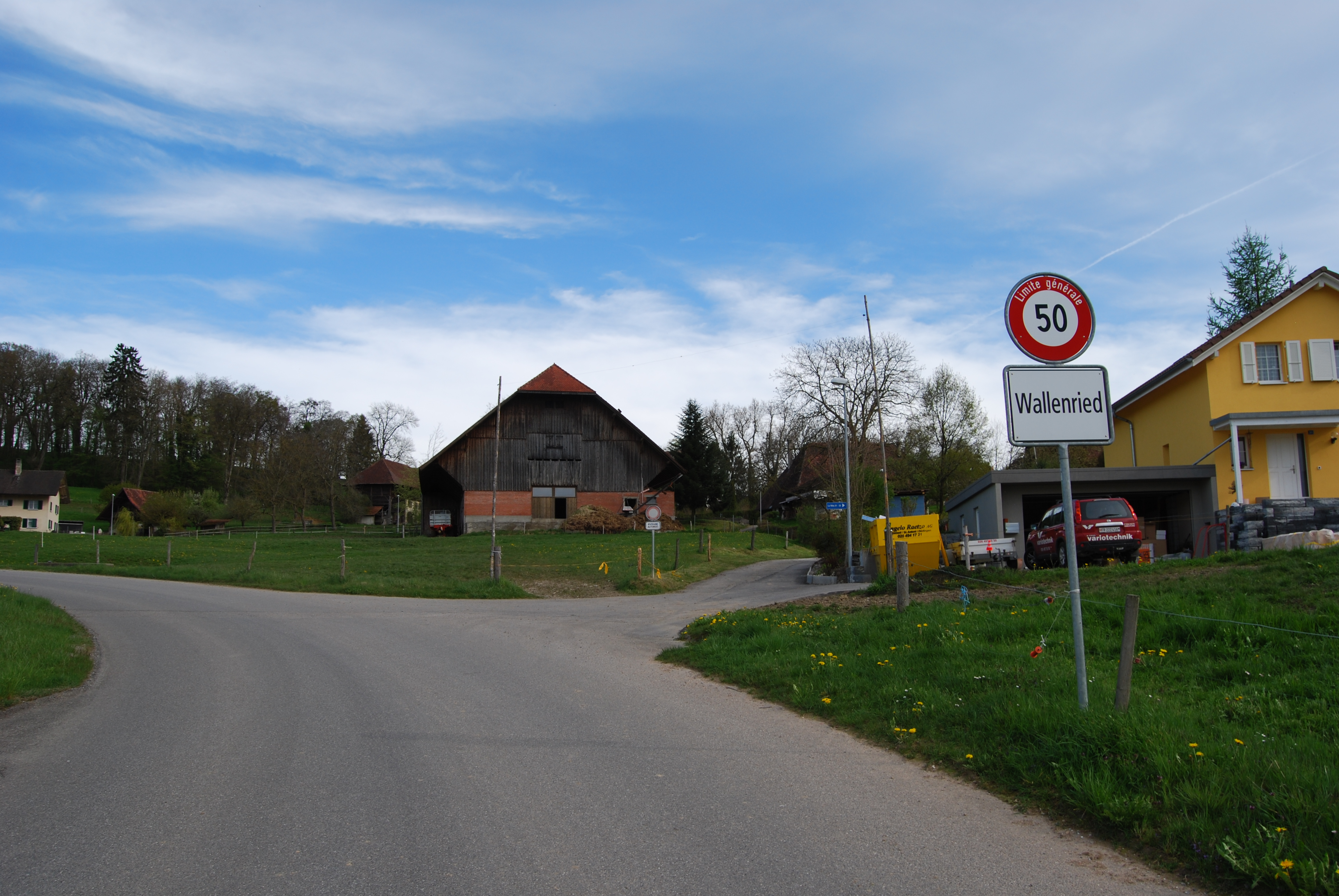
Wallenried

Wallenried is een gemeente en plaats in het Zwitserse kanton Fribourg, en maakt deel uit van het district See/Lac.
Wallenried telt 447 inwoners.